# Яйла чорбасы

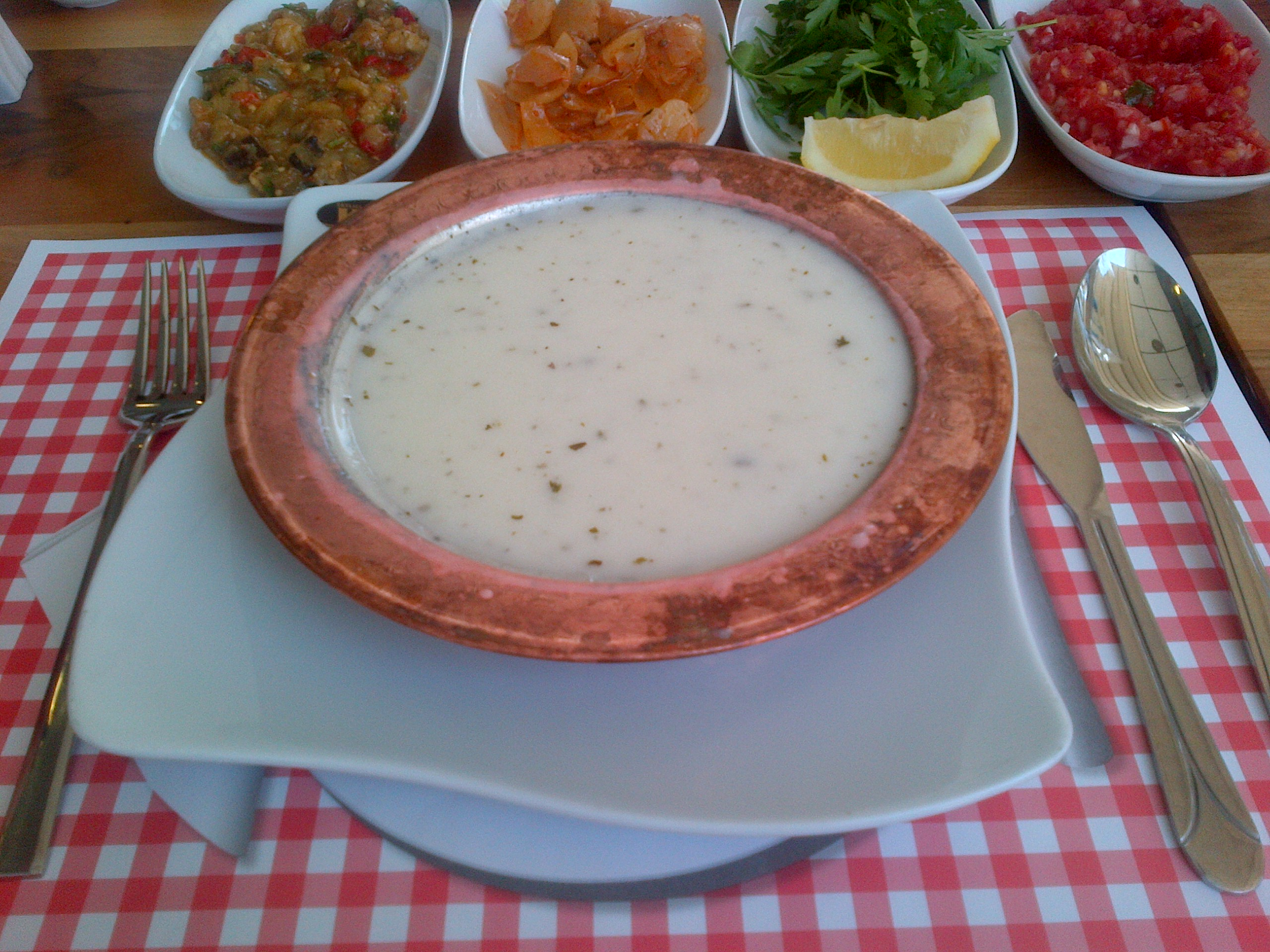
Яйла чорбасы

Яйла́ чорбасы́, суп «Яйла» (тур. yayla çorbası — «пастуший суп», букв. «высокогорный суп») — турецкий кисломолочный суп с рисом, именуется также «супом из йогурта». Яйла чорбасы сервируют как горячим, так и холодным. Как и все супы в турецкой кухне, его подают не только на обед, но и на завтрак или ужин.
Яйла чорбасы готовят на воде или мясном или курином бульоне, в который закладывают на варку промытый рис. Йогурт или простоквашу для стабилизации смешивают с яичными желтками и мукой, затем разводят горячим бульоном. Полученную массу соединяют с бульоном и проваривают. Суп яйла приправляют распущенным сливочным маслом и пряностями (сушёной мятой, укропом, паприкой).